# Большая Спасская улица (Ржев)

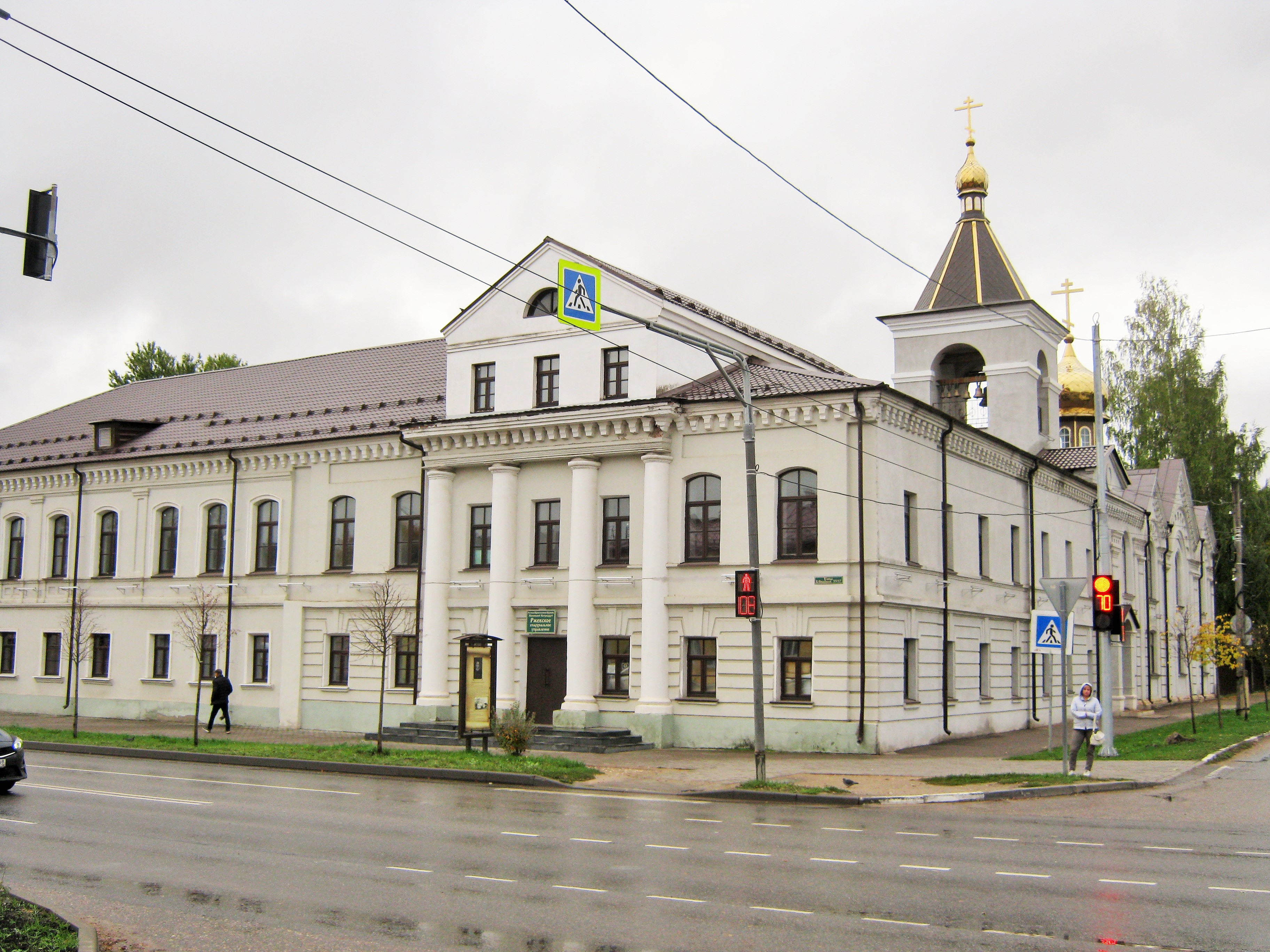
Здание Епархиального училища

Больша́я Спа́сская у́лица (ранее у́лица Комму́ны) — улица в центральной части города Ржева Тверской области. Главная улица Красноармейской стороны (Правый берег реки Волги). До 1929 года (пока не появилась улица Ленина) являлась главной улицей города.
Начинается от нового моста (с площади Коммуны) и следует на юг пересекая восемь улиц, важнейшие из которых: Грацинского, Смольная, Калинина и Гагарина. Заканчивается круговым перекрёстком на площади Мира, от которого отходят ещё четыре улицы: Зубцовское шоссе (дорога на Москву), улица Мира (в сторону вокзала «Ржев-II»), Московское шоссе и улица Паши Савельевой.
На противоположном берегу Волги, через новый мост, на север, до площади Революции проходит главная улица города — Ленина. По сути, она составляет единое целое с Большой Спасской улицей, один городской проспект. Сейчас трудно представить, что до строительства моста в 1984 году, это были две совершенно разные улицы.
Большая Спасская улица — является самой старой в городе. В отличие от других ржевских улиц, на Большой Спасской сохранилось много архитектурных памятников дореволюционной эпохи, это купеческие особняки и общественные учреждения XIX — начала XX веков. Также на улице можно увидеть много малоэтажных домов послевоенной постройки.

## Происхождение названия
В настоящее время улица носит своё первоначальное дореволюционное название, которое получила в связи с расположением на ней (у берега Волги) Спасской церкви, разрушенной большевиками.
После Октябрьской революции, с 1918 до 90-х годов XX века улица называлась улицей Коммуны. Названа была так в честь демократического органа власти в городе — Ржевской Коммуны. Это был первый после революции орган местного самоуправления.

## Здания и инфраструктура
Обе стороны улицы состоят преимущественно из жилой двух-трёхэтажной застройки XIX—XX веков.

Фотографии зданий по Большой Спасской улице
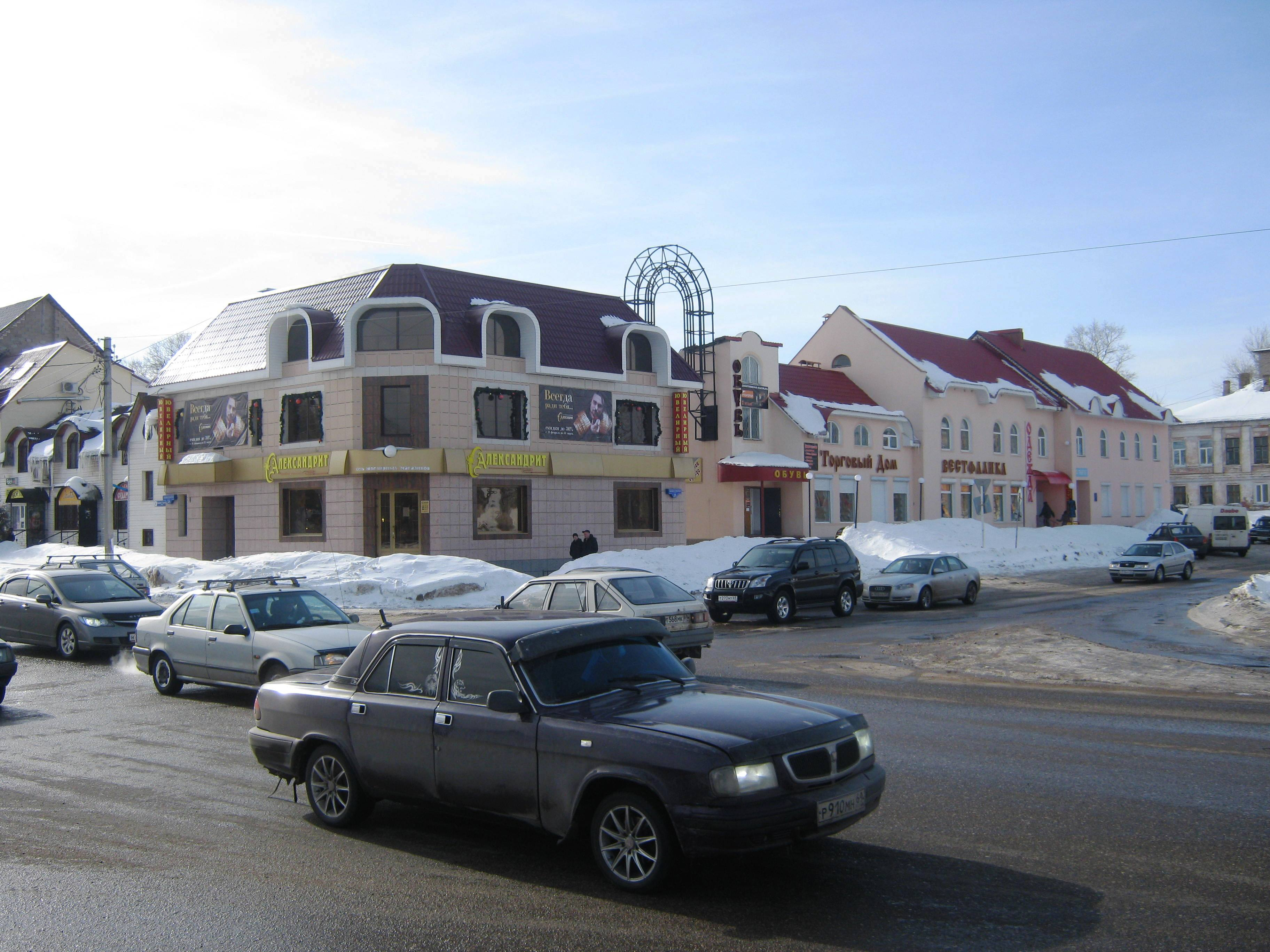
Ювелирный магазин «Александрит» (Б. Спасская ул., д. 2а)
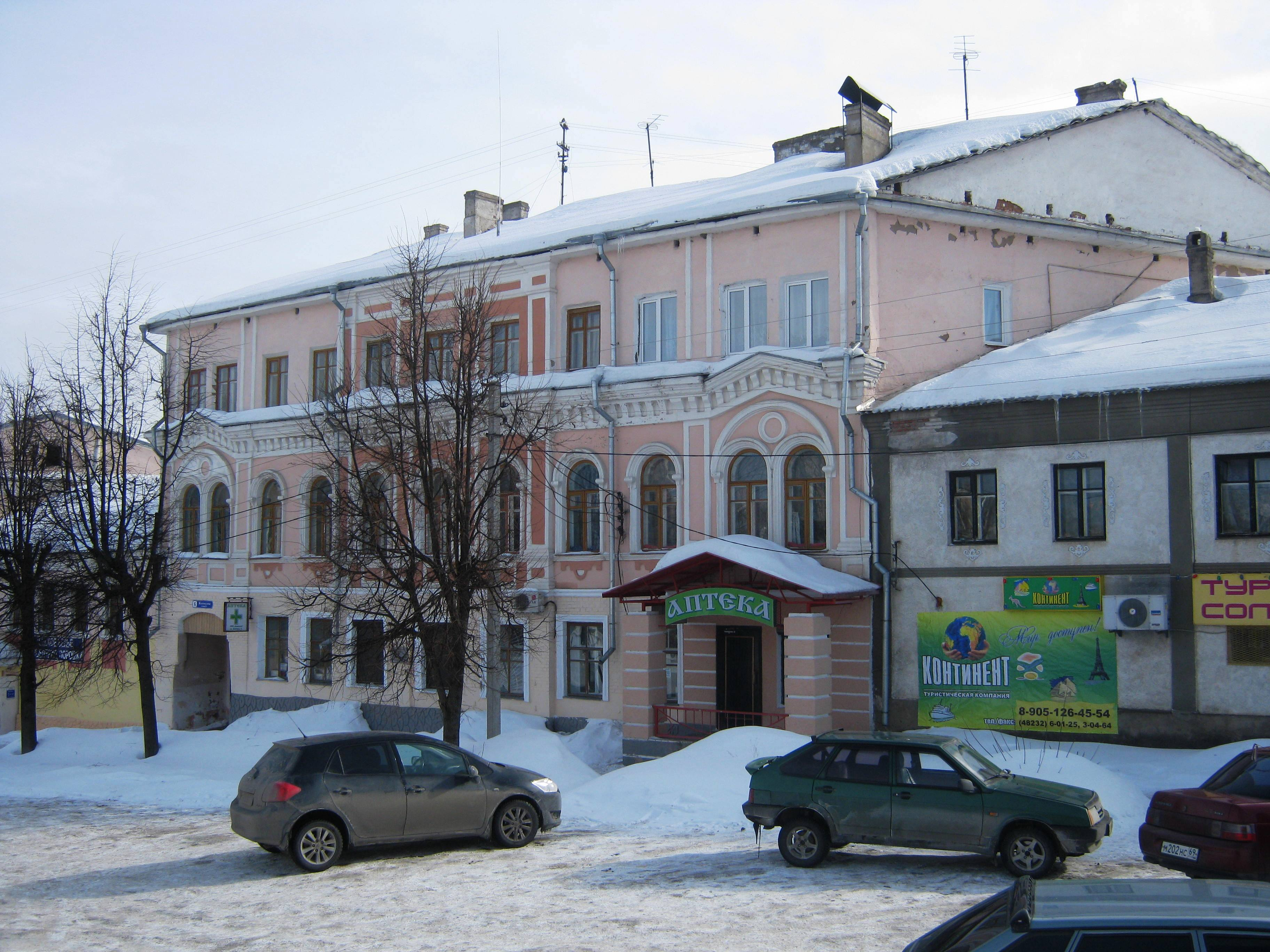
Дом постройки кон. XIX века (Б. Спасская ул., д. 7/5)
Универмаг «Столичный» (Б. Спасская ул., д. 8/27)
Стоматология (Б. Спасская ул., д. 10)

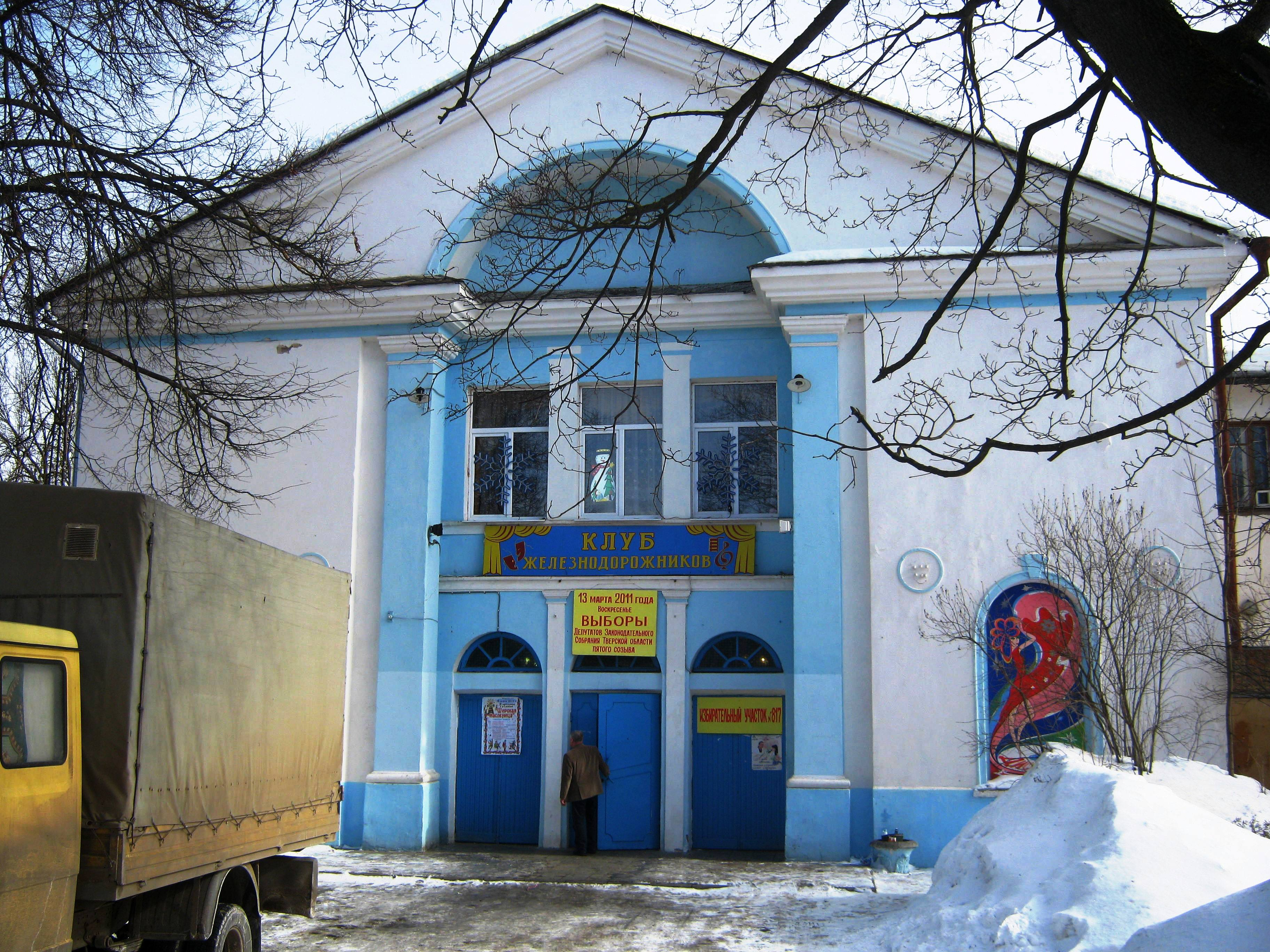
Клуб железнодорожников (Б. Спасская ул., д. 13)
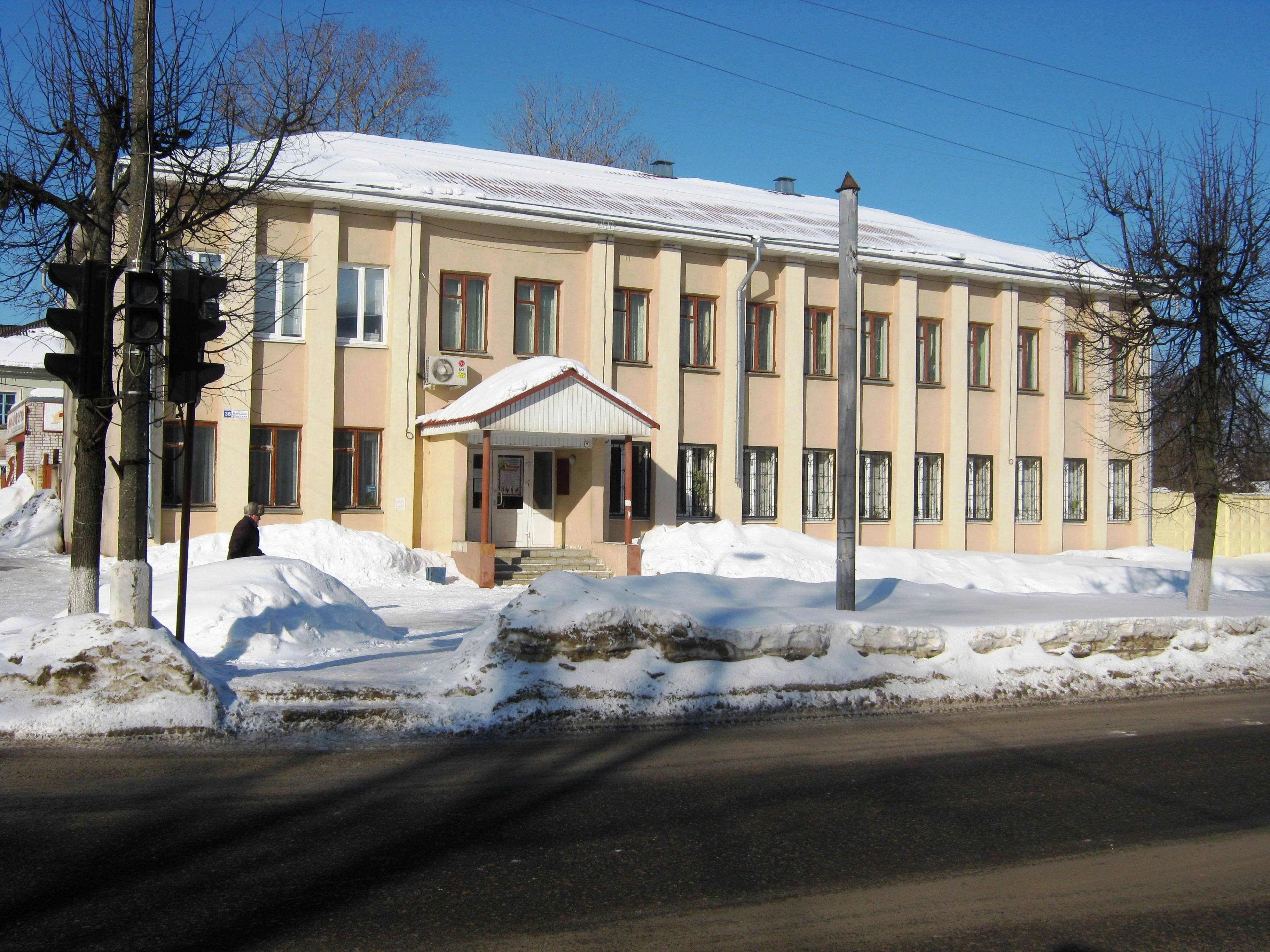
Здание «Ржевторга» (Б. Спасская ул., д. 36)
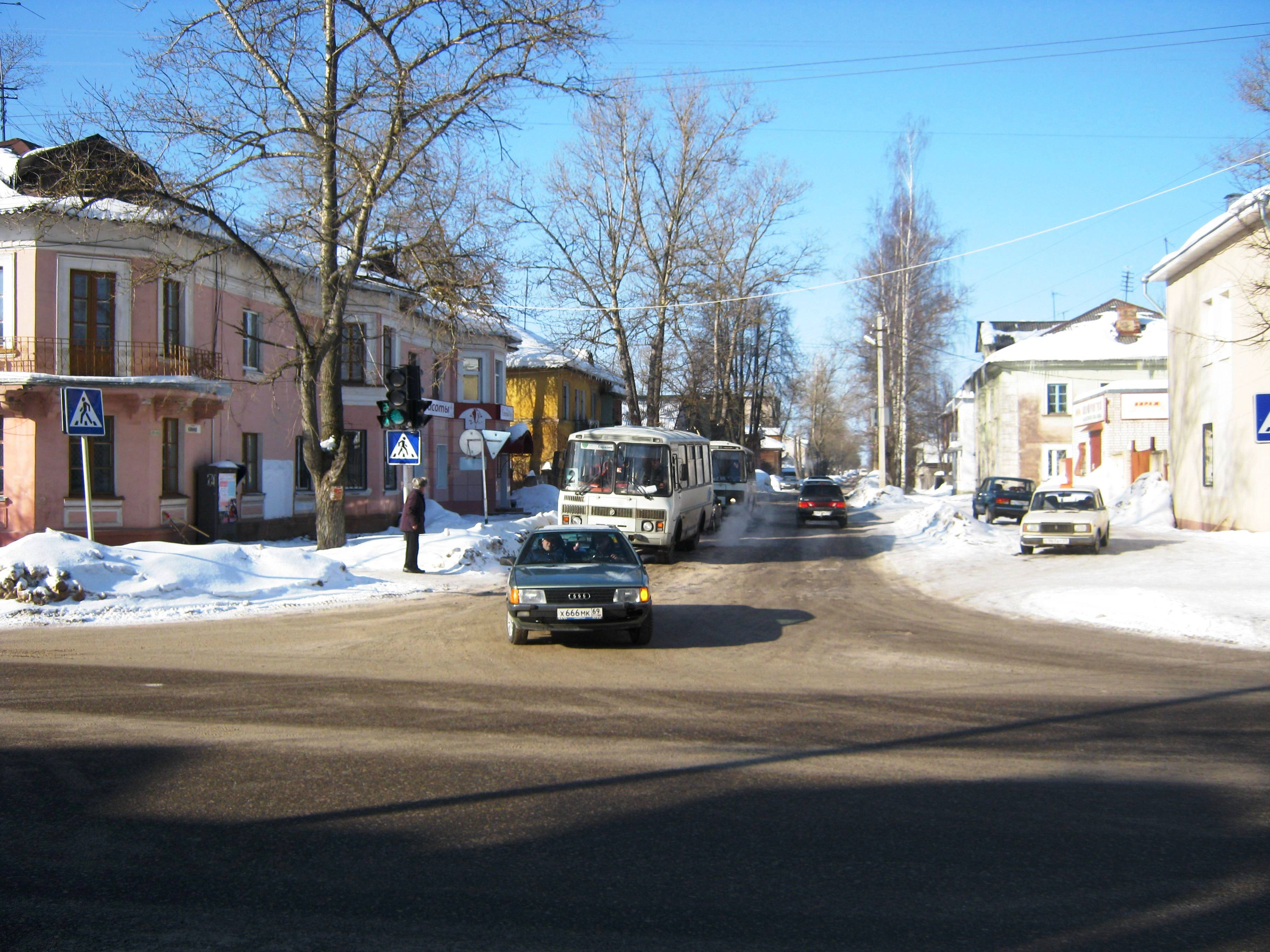
На перекрёстке с улицей Калинина
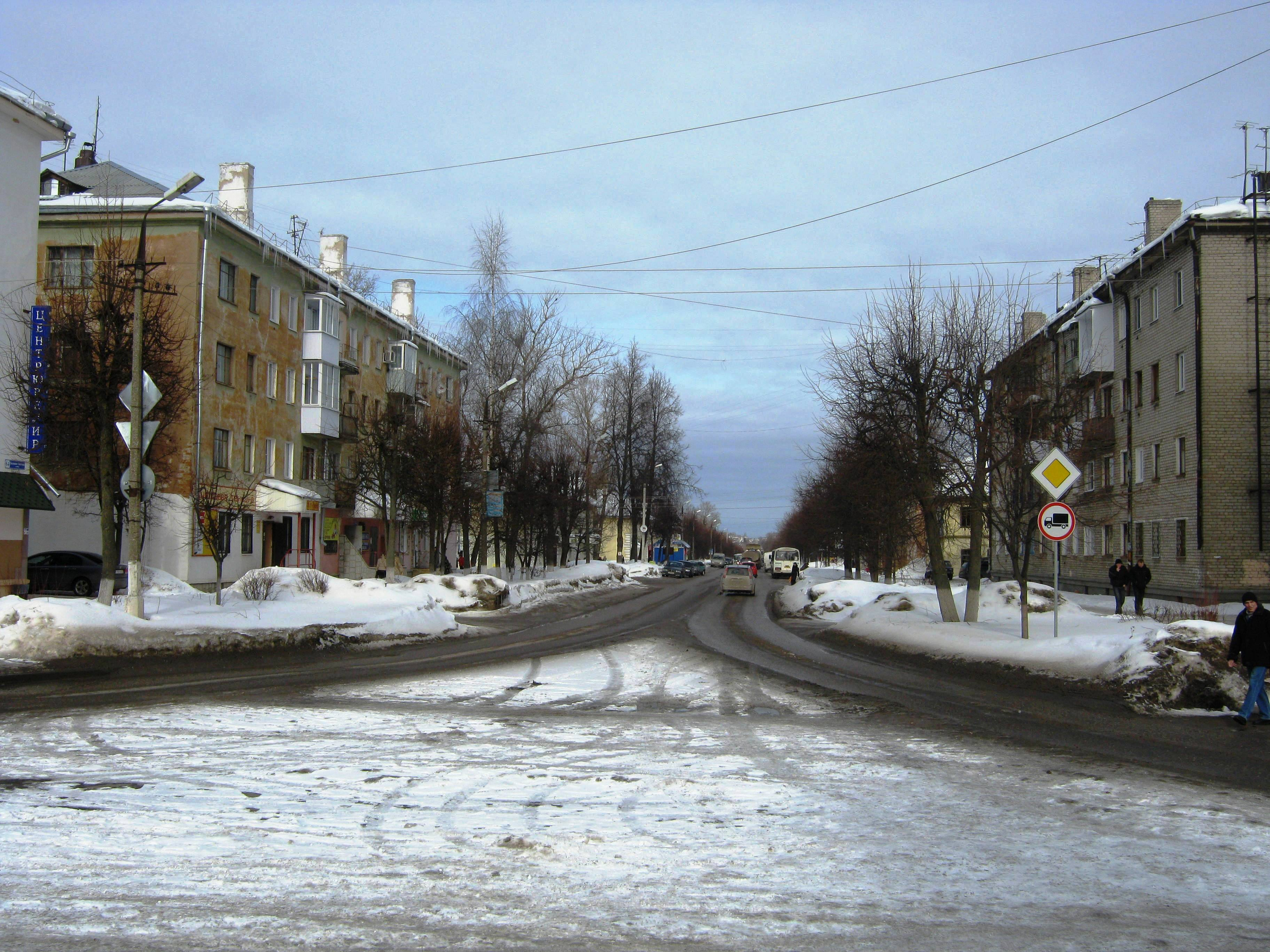
Вид на конец улицы с площади Мира (дома № 62 и № 57)

Среди зданий и объектов инфраструктуры выделяются:
- № 2 — АЗС
- № 2а — Ювелирный магазин «Александрит»
- № 6 — Старый колхозный рынок
- № 7/5  памятник архитектуры (региональный) — Дом постройки конца XIX века (ресторан, филиал АКБ «Пробизнесбанк», Нотариус)
- № 8/27 — Магазины: «Столичный», «Галерея вкусов»; Салон-магазин «МТС»
- № 10 — Салон сотовой связи «Связной», Стоматология
- № 11 — Диско-бар
- № 13 — Клуб железнодорожников
- № 18  памятник архитектуры (региональный) — Памятник истории «Чёртов дом» (бывшая немецкая комендатура)
- № 19  памятник архитектуры (региональный) (1897 год) — Дом купца Павла Мясникова, ныне детская библиотека
- № 27/51 — Ржевский филиал ГУП «Тверское областное БТИ», Страховая компания «РЕСО-Гарантия»
- № 33/57  памятник архитектуры (региональный) (1865 год) — Здание Епархиального училища
- № 36 — Ржевский отдел Управления Федеральной регистрационной службы по Тверской области, МУП «Ржевторг», ООО «Ржевжилсервис»
- № 44 — Филиал ОАО «ВТБ 24»
- № 46 — Нотариальная контора
- № 56 — Центр мобильной электроники «Цифроград»
- № 59 — Салон сотовой связи «Связной»

## Транспорт
По улице пролегают маршруты почти всех городских автобусов №: 1, 2, 3, 3а, 4, 5, 8, 9, 10, 10а, 13, 15, 24, 33.

## Смежные улицы
- Улица Ленина
- Улица Грацинского
- Улица Смольная
- Улица Калинина
- Улица Гагарина
- Площадь Мира
- Улица Мира
- Зубцовское шоссе